# Milestones (álbum de Miles Davis)
Milestones es un álbum del trompetista de jazz Miles Davis publicado en 1958 por Columbia Records. Junto con Kind of Blue (1959) es considerado una «muestra imprescindible del jazz moderno de la década de 1950».
Aunque Kind of Blue es considerado el «punto de partida» del jazz modal, Davis compuso varias canciones en este estilo para este álbum, incluyendo la que da título al álbum.
Por otra parte, este álbum es el último grabado con esta formación del sexteto de Davis, ya que Philly Joe Jones será expulsado del mismo por su adición a la heroína.

## Canciones
| Side one |                                              |          |  |
| N.º      | Título                                       | Duración |  |
| 1.       | «Dr. Jackle» (Jackie McLean)                 | 5:45     |  |
| 2.       | «Sid's Ahead» (Miles Davis)                  | 12:59    |  |
| 3.       | «Two Bass Hit» (John Lewis, Dizzy Gillespie) | 5:10     |  |

| Side two |                                                        |          |  |
| N.º      | Título                                                 | Duración |  |
| 4.       | «Miles (más tarde conocido como «Milestones»)» (Davis) | 5:42     |  |
| 5.       | «Billy Boy» (tradicional, arr. Ahmad Jamal)            | 7:10     |  |
| 6.       | «Straight, No Chaser» (Thelonious Monk)                | 10:35    |  |

## Músicos
- Miles Davis – trompeta, piano (Davis toca el piano en «Sid's Ahead» debido a que el pianista Red Garland abandonó el estudio de grabación tras una discusión con Davis[4])
- Julian "Cannonball" Adderley – saxo alto
- John Coltrane – saxo tenor
- Red Garland – piano
- Paul Chambers – contrabajo
- Philly Joe Jones – batería